# Liste des lignes de chemin de fer de France
Pour des articles plus généraux, voir Transport ferroviaire en France et ligne de chemin de fer.

Carte du réseau ferroviaire français.
Autres versions de cette carte en moyen et grand formats.

La liste des lignes de chemin de fer de France répertorie des articles portant sur des lignes de chemin de fer, et non sur les services de trains de voyageurs.
Le découpage proposé est parfois un peu différent du découpage utilisé par la Société nationale des chemins de fer français (SNCF), celui-ci se trouve dans l'article sur le réseau ferré national.

## Lignes du réseau national gérées par SNCF Réseau

### Principe de numérotation des lignes
La numérotation s'effectue, dans le sens inverse des aiguilles d’une montre ou sens trigonométrique, en commençant par la ligne de Paris-Est à Mulhouse-Ville, première ligne radiale au sud de l'ancien réseau Est , numérotée 001 000.
Chaque gare et ses installations de sécurité sont identifiées par la numéro de la ligne et le point kilométrique (PK) historique, donc pas obligatoirement en rapport avec le point situé à l'origine de la ligne.
La gare de Longueville est identifiée 001 088. Celle de Meaux est identifiée 070 044 alors que la ligne débute à Noisy-le-Sec au point kilométrique 8+910 ; l'ancien déroulé kilométrique depuis le PK origine en gare de Paris-Est subsiste. De plus, les déviations ne modifient en rien le chainage, comme entre les PK 33 et 36 de cette ligne, à l'occasion de la création d'un nouveau pont et d'un nouveau tunnel à Chalifert en 1986, on fait appel alors à des hectomètres longs ou courts. Il en est de même lorsque les voies perdent leur parallélisme aux bifurcations.

### Lignes à grande vitesse
Il existe douze lignes à grande vitesse en France, et 5 en projet. Ces LGV partent principalement de la région parisienne afin de relier Paris aux autres régions de France. La LGV Nord et la LGV de Perpignan à Figueras (Espagne) sont les deux seules LGV traversant la frontière française.
- Sud-Est (officiellement Ligne de Combs-la-Ville à Saint-Louis (LGV))
- Rhône-Alpes (officiellement Ligne de Combs-la-Ville à Saint-Louis (LGV))
- Méditerranée (officiellement Ligne de Combs-la-Ville à Saint-Louis (LGV))
- Atlantique (officiellement Ligne de Paris-Montparnasse à Monts (LGV) et Ligne de Courtalain à Connerré (LGV) )
- Sud Europe Atlantique
- Bretagne-Pays de la Loire (officiellement Ligne de Connerré à Rennes (LGV) )
- Nord (1er tronçon) (officiellement Ligne de Gonesse à Lille-Frontière (LGV) et Ligne de Fretin à Fréthun (LGV) )
- LGV interconnexion Est
- Est Européenne (officiellement Ligne de Paris à Strasbourg (LGV) )
- Rhin-Rhône
- Perpignan-Figueras
- Bordeaux-Toulouse et Bordeaux-Dax (en construction[2])
- Roissy-Picardie (en construction)
- Lyon-Turin (en construction partielle)
- Montpellier-Perpignan (en projet)

### Principales lignes radiales

#### Réseau Est
- Ligne de Lérouville à Metz-Ville via Pagny-sur-Moselle
- Ligne de Noisy-le-Sec à Strasbourg-Ville (désignation officielle du tronçon principal de la ligne de Paris-Est à Strasbourg-Ville)
- Ligne de Paris-Est à Mulhouse-Ville via Troyes, Chaumont, Vesoul et Belfort
- Ligne de Paris-Est à Strasbourg-Ville via Nancy (la désignation officielle du tronçon principal est : Ligne de Noisy-le-Sec à Strasbourg-Ville)
- Ligne de Rémilly à Stiring-Wendel via Forbach
- Ligne de Soissons à Givet via Bazoches, Reims et Charleville-Mézières (partiellement fermée)
- Ligne de Trilport à Bazoches

#### Réseau Nord
- Ligne de Boulogne-Ville à Calais-Maritime via Calais-Fréthun (TGV) et Calais-Ville
- Ligne de Creil à Jeumont vers Bruxelles, via Compiègne, Saint-Quentin, Busigny et Aulnoye-Aymeries
- Ligne d'Épinay - Villetaneuse au Tréport - Mers via Persan-Beaumont et Beauvais
- Ligne de La Plaine à Hirson et Anor (frontière) via Soissons et Laon ; premier prolongement de la ligne de Fives à Hirson
- Ligne de Longueau à Boulogne-Ville
- Ligne de Paris-Nord à Lille, via Creil, Arras et Douai
- Ligne de Somain à Halluin, via Orchies
- Ligne de Lille aux Fontinettes
- Ligne de Fives à Abbeville
- Ligne de Fives à Mouscron (frontière)
- Ligne de Fives à Baisieux (frontière)
- Ligne de Saint-Denis à Dieppe

#### Réseau Ouest
- Ligne d'Argentan à Granville
- Ligne de Mantes-la-Jolie à Cherbourg via Caen
- Ligne de Paris-Montparnasse à Brest via Le Mans et Rennes
- Ligne de Paris-Saint-Lazare au Havre via Rouen
- Ligne de Saint-Cyr à Surdon
- Ligne de Savenay à Landerneau via Redon, Vannes et Quimper

#### Réseau Sud-Ouest
- Ligne de Bordeaux-Saint-Jean à Irun via Dax et Bayonne
- Ligne de Bourges à Miécaze (Aurillac) (abandonnée au-delà de Montluçon)
- Ligne de Brétigny à La Membrolle-sur-Choisille via Dourdan et Vendôme
- Ligne des Aubrais - Orléans à Montauban-Ville-Bourbon via Limoges
- Ligne de Paris-Austerlitz à Bordeaux-Saint-Jean via Orléans et Tours
- Ligne de Puyoô à Dax
- Ligne de Saint-Benoît à La Rochelle-Ville via Niort
- Ligne de Pau à Canfranc (frontière), reliant Pau à l'Espagne via Bedous et Oloron-Sainte-Marie

#### Réseau Sud-Est
- Ligne de Béziers à Neussargues (Ligne des Causses), empruntant le viaduc de Garabit
- Ligne de Culoz à Modane (frontière) (Ligne de la Maurienne)
- Ligne de Dijon-Ville à Saint-Amour via Louhans, vers Bourg-en-Bresse
- Ligne de Dijon-Ville à Vallorbe (frontière)
- Ligne de Givors-Canal à Grezan (appelée souvent ligne de la rive droite du Rhône)
- Ligne de Givors-Canal à Chasse-sur-Rhône
- Ligne de Livron à Aspres-sur-Buëch
- Ligne de Lyon-Perrache à Marseille-Saint-Charles (via Grenoble), Veynes-Dévoluy et Aix-en-Provence
  - Ligne des Alpes (section de la Ligne de Lyon-Perrache p. 1 à Marseille-Saint-Charles (via Grenoble) entre Grenoble et Veynes
  - Ligne de Lyon à Grenoble via Saint-André-le-Gaz section de la Ligne de Lyon-Perrache p. 1 à Marseille-Saint-Charles (via Grenoble)
  - Ligne de Pertuis à Marseille (section de la Ligne de Lyon-Perrache p. 1 à Marseille-Saint-Charles (via Grenoble)
- Ligne de Mâcon à Ambérieu via Bourg-en-Bresse
- Ligne de Marseille-Saint-Charles à Vintimille (frontière), via Monaco et Menton
- Ligne de Moret - Veneux-les-Sablons à Lyon-Perrache via Nevers, Moulins, Saint-Germain-des-Fossés, Roanne, Saint-Etienne et Givors-Canal
- Ligne de Saint-Étienne à Lyon (section de la ligne de Moret - Veneux-les-Sablons à Lyon-Perrache)
- Ligne de Narbonne à Port-Bou (frontière) via Perpignan
- Ligne de Paris-Lyon à Marseille-Saint-Charles via Dijon-Ville et Lyon
- Ligne de Saint-André-le-Gaz à Chambéry
- Ligne de Saint-Germain-des-Fossés à Darsac (section entre Saint-Germain-des-Fossés et Vichy)
- Ligne de Saint-Germain-des-Fossés à Nîmes-Courbessac (Ligne des Cévennes) via Gannat, Clermont-Ferrand, Arvant et Alès
- Ligne de Saint-Pierre-d'Albigny à Bourg-Saint-Maurice (Ligne de la Tarentaise)
- Ligne de Tarascon à Sète-Ville via Nîmes et Montpellier
- Ligne de Veynes à Briançon via Gap
- Ligne de Vichy à Riom

### Principales lignes transversales

#### Inter-Réseaux
- Ligne de Bordeaux-Saint-Jean à Sète-Ville via Agen, Montauban-Ville-Bourbon, Toulouse, Carcassonne et Narbonne
- Ligne de Dole-Ville à Belfort via Besançon-Viotte
- Ligne de Saint-Roch à Darnétal-Bifurcation
- Ligne de Tours à Saint-Nazaire
- Ligne de Tours au Mans  via Château-du-Loir

#### Réseau Est
- Ligne de Blainville - Damelevières à Lure via Épinal
- Ligne de Blesme - Haussignémont à Chaumont
- Ligne de Charleville-Mézières à Hirson (par Auvillers)
- Ligne de Culmont - Chalindrey à Toul
- Ligne d'Hirson à Amagne - Lucquy
- Ligne d'Is-sur-Tille à Culmont - Chalindrey
- Ligne de Jessains à Sorcy via Brienne-le-Château, Vallentigny, Montier-en-Der, Wassy, Joinville et Gondrecourt
- Ligne de Liart à Tournes (section de la transversale Nord-Est)
- Ligne de Metz-Ville à Zoufftgen (section de la transversale Bâle - Luxembourg)
- Ligne de Mohon à Thionville (section de la transversale Nord-Est)
- Ligne de Mommenheim à Sarreguemines
- Ligne de Réding à Metz-Ville (section de la transversale Bâle - Luxembourg)
- Ligne de Strasbourg-Ville à Saint-Louis et Bâle (section de la transversale Bâle - Luxembourg)

#### Réseau Nord
- Ligne d'Amiens à Laon via Tergnier
- Ligne de Fives à Hirson via Orchies, Valenciennes et Aulnoye-Aymeries (section de la Transversale Nord-Est)

#### Réseau Ouest
- Ligne de Chartres à Bordeaux-Saint-Jean via Saumur, Niort et Saintes
- Ligne de Lison à Lamballe via Saint-Lô, Dol-de-Bretagne et Dinan
- Ligne du Mans à Angers-Maître-École
- Ligne du Mans à Mézidon via Alençon
- Ligne de Nantes-Orléans à Saintes (continuant vers Bordeaux) via La Rochelle-Ville
- Ligne de Rennes à Saint-Malo - Saint-Servan
- Ligne de Rennes à Redon
- Ligne de Sablé à Montoir-de-Bretagne
- Ligne des Sables-d'Olonne à Tours
- Ligne de Saint-Nazaire au Croisic
- Ligne de Serquigny à Oissel

#### Réseau Sud-Ouest
- Ligne de Coutras à Tulle via Périgueux
- Ligne d'Eygurande-Merlines à Clermont-Ferrand
- Ligne du Palais à Eygurande-Merlines via Meymac et Ussel
- Ligne de Toulouse à Bayonne via Tarbes, Lourdes et Pau
- Ligne de Tulle à Meymac

#### Réseau Sud-Est
- Ligne de Bourg-en-Bresse à Bellegarde (Ligne du Haut-Bugey)
- Ligne de Coni à Vintimille via Breil-sur-Roya
  - Ligne de Tende (Ligne de Coni à Vintimille)
- Ligne de Dijon-Ville à Is-sur-Tille
- Ligne de Franois à Arc-et-Senans
- Ligne de Grenoble à Montmélian (Sillon alpin Nord)
- Ligne du Coteau à Montchanin
- Ligne de Lyon-Perrache à Genève (frontière) via Ambérieu, Culoz et Bellegarde
- Ligne de Mouchard à Bourg-en-Bresse
- Ligne de Moulins à Mâcon via Cluny
- Ligne de Nevers à Chagny via Le Creusot et Montchanin
- Ligne de Nice à Breil-sur-Roya
- Ligne de Saint-Georges-d'Aurac à Saint-Étienne-Châteaucreux via Le Puy-en-Velay
- Ligne de Valence à Moirans (Sillon alpin Sud)

### Lignes de la banlieue parisienne

#### Inter-réseaux
- Ligne de la grande ceinture de Paris
- Ligne de Bobigny à Sucy - Bonneuil
- Ligne de la Petite Ceinture

#### Réseau-Est
- Ligne d'Esbly à Crécy-la-Chapelle
- Ligne de Gretz-Armainvilliers à Sézanne (fermée au trafic voyageurs après Coulommiers)
- Ligne de Longueville à Esternay (fermée au trafic voyageurs après Provins)

#### Réseau-Nord
- Ligne d'Aulnay-sous-Bois à Roissy 2-RER
- Ligne d'Ermont - Eaubonne à Champ-de-Mars (VMI)
- Ligne d'Ermont - Eaubonne à Valmondois
- Ligne de La Plaine à Ermont - Eaubonne
- Ligne de Montsoult - Maffliers à Luzarches
- Ligne de Pierrelaye à Creil

#### Réseau-Ouest
- Ligne d'Achères à Pontoise
- Ligne des Invalides à Versailles-Rive-Gauche
- Ligne de Paris-Saint-Lazare à Ermont - Eaubonne
- Ligne de Paris-Saint-Lazare à Mantes-Station par Conflans-Sainte-Honorine
- Ligne de Paris-Saint-Lazare à Saint-Germain-en-Laye
- Ligne de Paris-Saint-Lazare à Versailles-Rive-Droite
- Ligne de Plaisir - Grignon à Épône - Mézières
- Ligne de Saint-Cloud à Saint-Nom-la-Bretèche - Forêt-de-Marly

#### Réseau Sud-Est
- Ligne de Corbeil-Essonnes à Montereau
- Ligne de Grigny à Corbeil-Essonnes
- Ligne de Villeneuve-Saint-Georges à Montargis

### Lignes secondaires

#### Auvergne-Rhône-Alpes
- Ligne d'Aix-les-Bains-Le Revard à Annemasse via La Roche-sur-Foron
- Ligne de Bort-les-Orgues à Neussargues (fermée à tout trafic SNCF - utilisation touristique sur une section)
- Ligne de Clermont-Ferrand à Saint-Just-sur-Loire
- Ligne de Collonges - Fort-l'Écluse à Divonne-les-Bains (frontière) (fermée)
- Ligne de Commentry à Gannat
- Ligne du Coteau à Saint-Germain-au-Mont-d'Or
- Ligne d'Eygurande - Merlines à Clermont-Ferrand
- Ligne de Figeac à Arvant
- Ligne de La Ferté-Hauterive à Gannat
- Ligne de Lapeyrouse à Volvic
- Ligne de Laqueuille au Mont-Dore
- Ligne de Longeray-Léaz au Bouveret via Annemasse
  - Ligne du Tonkin (section d'Évian-les-Bains à Saint-Gingolph de la ligne de Longeray-Léaz au Bouveret)
- Ligne de Lyon-Croix-Rousse à Trévoux
- Ligne de Lyon-Saint-Clair à Bourg-en-Bresse via Villars-les-Dombes
- Ligne de Lyon-Saint-Paul à Montbrison (partiellement déclassée)
- Ligne de Montluçon à Moulins via Commentry
- Ligne de Paray-le-Monial à Givors-Canal
- Ligne de Régny à-Saint-Just-en-Chevalet
- Ligne de Riom à Châtelguyon
- Ligne de La Roche-sur-Foron à Saint-Gervais-les-Bains-Le Fayet
- Ligne de Saint-Georges-d'Aurac à Saint-Étienne-Châteaucreux via Le Puy-en-Velay
- Ligne de Saint-Germain-des-Fossés à Darsac (non exploitée de Puy-Guillaume à Courty et de Sembadel à Darsac, partiellement déclassée)
- Ligne de Saint-Gervais-les-Bains-Le Fayet à Vallorcine (frontière) via Chamonix-Mont-Blanc (voie métrique)
- Ligne de Saint-Rambert-d'Albon à Rives
- Ligne de Souillac à Viescamp-sous-Jallès

#### Bourgogne-Franche-Comté
- Ligne d'Andelot-en-Montagne à La Cluse via Oyonnax, Saint-Claude et Champagnole
- Ligne de Bas-Évette à Giromagny
- Ligne de Belfort à Delle
- Ligne de Besançon-Viotte au Locle-Col-des-Roches via Morteau
- Ligne de Besançon-Viotte à Vesoul via Besançon-TGV et Devecey
- Ligne de Bricon à Châtillon-sur-Seine
- Ligne de Chagny à Dole-Ville via Allerey, Saint-Bonnet et Chaussin
- Ligne de Clamecy à Gilly-sur-Loire via Tamnay-Châtillon et Cercy-la-Tour
- Ligne de Clamecy à Nevers
- Ligne de Cravant - Bazarnes à Dracy-Saint-Loup via Avallon, Maison-Dieu et Saulieu
- Ligne d'Épinac à Pouillenay
- Ligne d'Étang à Santenay (via Autun) via Dracy-Saint-Loup et Épinac
- Ligne de Frasne à Verrières-de-Joux (frontière) via Pontarlier
- Ligne de Gray à Saint-Jean-de-Losne
- Ligne de Laroche-Migennes à Cosne via Auxerre, Cravant-Bazarnes et Clamecy
- Ligne de Maison-Dieu aux Laumes-Alésia via Époisses et Pouillenay
- Ligne de Montbozon à Lure pour approvisionnement chantier LGV Rhin-Rhône
- Ligne de Nuits-sous-Ravières à Châtillon-sur-Seine
- Ligne de Saint-Julien (Troyes) à Gray
- Ligne de Seurre à Chalon-sur-Saône via Allerey
- Ligne de Tamnay-Châtillon à Château-Chinon
- Ligne de Triguères à Surgy via Toucy-Moulin
- Ligne de Vaivre à Gray
- Ligne de Voujeaucourt à Saint-Hippolyte, actuellement limitée à Pont-de-Roide

#### Bretagne
- Ligne d'Auray à Quiberon
- Ligne d'Auray à Pontivy
- Ligne de Guingamp à Carhaix
- Ligne de Guingamp à Paimpol
- Ligne de Châteaubriant à Rennes
- Ligne de Miniac-Morvan à La Gouesnière - Cancale - Saint-Méloir
- Ligne de Morlaix à Roscoff
- Ligne de Nantes-Orléans à Châteaubriant
- Ligne de Ploërmel à La Brohinière
- Ligne de Plouaret à Lannion
- Ligne de Quimper à Pont-l'Abbé
- Ligne de Rosporden à Concarneau
- Ligne de Saint-Brieuc au Légué
- Ligne de Saint-Brieuc à Pontivy
- Ligne de Vitré à Pontorson

#### Centre-Val de Loire
- Ligne d'Arrou à Nogent-le-Rotrou
- Ligne des Aubrais - Orléans à Montargis
- Ligne d'Auxy - Juranville à Bourges
- Ligne de Chartres à Dreux
- Ligne de Chartres à Orléans
- Ligne d'Étampes à Auneau-Embranchement
- Ligne d'Étampes à Beaune-la-Rolande
- Ligne de Gien à Argent
- Ligne de Joué-lès-Tours à Châteauroux
- Ligne de Le Blanc à Argent-sur-Sauldre
- Ligne de Montargis à Sens
- Ligne d'Orléans à Gien
- Ligne d'Ouest-Ceinture à Chartres (Paris - Chartres) via Gallardon
- Ligne de Pont-de-Braye à Blois
- Ligne de Port-de-Piles à Argenton-sur-Creuse
- Ligne de Saint-Germain-du-Puy à Cosne-Cours-sur-Loire
- Ligne de Triguères à Surgy via Toucy-Moulin
- Ligne de Vierzon à Saincaize via Bourges
- Ligne de Vierzon à Saint-Pierre-des-Corps
- Ligne de Villefranche-sur-Cher à Blois (partiellement déclassée)

#### Grand Est
- Ligne d'Arches à Saint-Dié
- Ligne d'Amagne - Lucquy à Revigny (partiellement déclassée)
- Ligne de Berthelming à Sarreguemines via Sarre-Union (partiellement fermée)
- Ligne de Bettelainville à Waldwisse via Hombourg-Budange
- Ligne de Blesme - Haussignémont à Chaumont via Saint-Dizier
- Ligne de Bologne à Pagny-sur-Meuse (partiellement déclassée)
- Ligne de Boulange à Rumelange - Ottange (déclassée)
- Ligne de Bricon à Châtillon-sur-Seine
- Ligne de Châlons-en-Champagne à Reims-Cérès
- Ligne de Colmar-Central à Metzeral
- Ligne de Colmar-Central à Neuf-Brisach
- Ligne de Coolus à Sens (Châlons-en-Champagne - Sens) via Sommesous et Troyes
- Ligne d'Épinal à Bussang (déclassée de Remiremont à Bussang)
- Ligne de Fère-Champenoise à Vitry-le-François
- Ligne de Fontoy à Audun-le-Tiche
- Ligne de Frouard à Novéant
- Ligne de Graffenstaden à Hausbergen
- Ligne de Graffenstaden à Strasbourg-Neudorf
- Ligne de Haguenau à Hargarten - Falck (partiellement inexploitée)
- Ligne de Haguenau à Rœschwoog et frontière (partiellement inexploitée)
- Raccordement de Strasbourg-Cronenbourg
- Ligne de Kalhausen à Sarralbe
- Ligne de Longuyon à Mont-Saint-Martin (vers Athus)
- Ligne de Longuyon à Onville et Pagny-sur-Moselle
- Ligne de Lunéville à Saint-Dié
- Ligne de Lutterbach à Kruth via Cernay
- Ligne de Merrey à Hymont - Mattaincourt
- Ligne de Metz-Ville à la frontière allemande vers Überherrn (partiellement déclassée)
- Ligne de Metz-Ville à Zoufftgen
- Ligne de Mézy à Romilly-sur-Seine (partiellement déclassée)
- Ligne de Mulhouse-Ville à Chalampé (vers Müllheim en Allemagne)
- Ligne de Neuf-Brisach à Bantzenheim (ouverte uniquement au fret ; déclassée entre Neuf-Brisach et Blodelsheim)
- Ligne de Oiry - Mareuil à Romilly-sur-Seine
- Ligne de Réding à Diemeringen (déclassée entre Drulingen et Diemeringen)
- Ligne de Saint-Dizier à Doulevant-le-Château
- Ligne de Saint-Hilaire-au-Temple à Hagondange par Verdun et Conflans-Jarny
- Ligne de Saint-Julien (Troyes) à Gray
- Ligne de Saint-Julien (Troyes) à Saint-Florentin - Vergigny
- Ligne de Saint-Léonard à Fraize (fermée et partiellement déclassée)
- Raccordement de Sarrebourg à Sarraltroff
- Ligne de Sélestat à Saverne par Molsheim (déclassée entre Molsheim et Saverne)
- Ligne de Sélestat à Lesseux - Frapelle (ouverte uniquement au fret ; déclassée entre Lièpvre et Lesseux - Frapelle)
- Ligne de Strasbourg à Lauterbourg
- Ligne de Strasbourg-Ville à Saint-Dié via Molsheim
- Ligne de Strasbourg-Ville à Strasbourg-Port-du-Rhin (vers Kehl en Allemagne)
- Ligne de Thionville à Apach
- Ligne de Toul à Rosières-aux-Salines (partiellement déclassée)
- Ligne de Vendenheim à Wissembourg

#### Hauts-de-France
- Ligne d'Abbeville à Eu (Ligne Abbeville - Le Tréport).
- Ligne d'Arras à Dunkerque-Locale via Lens, Béthune et Hazebrouck
- Ligne d'Arras à Saint-Pol-sur-Ternoise
- Ligne de Coudekerque-Branche aux Fontinettes (Dunkerque - Calais)
- Ligne de Creil à Beauvais
- Ligne de Douai à Blanc-Misseron via Valenciennes
- Ligne d'Épinay - Villetaneuse au Tréport - Mers
- Ligne de Ferrière-la-Grande à Cousolre
- Ligne de Feuquières à Ponthoile
- Ligne de Fives à Abbeville via Béthune et Saint-Pol-sur-Ternoise (déclassée et déferrée entre Abbeville et Saint-Pol-sur-Ternoise)
- Ligne de Fives à Baisieux
- Ligne de Fives à Mouscron (frontière) via Roubaix et Tourcoing
- Ligne d'Hautmont à Feignies (frontière)
- Ligne de La Madeleine à Comines-France
- Ligne de Lens à Don - Sainghin
- Ligne de Lens à Ostricourt
- Ligne de Lille aux Fontinettes via Armentières, Hazebrouck et Saint-Omer
- Ligne de Lourches à Valenciennes
- Ligne d'Ormoy-Villers à Boves via Estrées-Saint-Denis et Montdidier.
- Ligne de Pierrelaye à Creil
- Ligne de Rochy-Condé à Soissons via Clermont-de-l'Oise, Estrées-Saint-Denis et Compiègne (partiellement déclassée)
- Ligne de Saint-Denis à Dieppe
- Ligne de Saint-Just-en-Chaussée à Douai via Montdidier, Péronne et Cambrai-Ville (partiellement déclassée)
- Ligne de Saint-Omer-en-Chaussée à Vers  (déclassée)
- Ligne de Saint-Pol-sur-Ternoise à Étaples
- Ligne de Somain à Halluin via Orchies, Ascq et Tourcoing
- Ligne de Trilport à Bazoches via La-Ferté-Milon

#### Île-de-France
- Ligne de Flamboin-Gouaix à Montereau (section de l’ancienne ligne de Montereau à Troyes)
- Ligne d'Ouest-Ceinture à Chartres (Paris - Chartres) via Gallardon

#### Normandie
- Ligne de Bréauté - Beuzeville à Fécamp
- Ligne de Bréauté - Beuzeville à Gravenchon-Port-Jérôme
- Ligne de Caen à Cerisy-Belle-Étoile (non exploitée)
- Ligne d'Épinay - Villetaneuse au Tréport - Mers
- Ligne d'Évreux-Embranchement à Quetteville via Glos-Montfort (déclassée entre Évreux-Embranchement et Glos-Montfort)
- Ligne du Havre-Graville à Tourville-les-Ifs
- Ligne de La Chapelle-Anthenaise à Flers
- Ligne de Lisieux à Trouville - Deauville
- Ligne de Malaunay - Le Houlme à Dieppe
- Ligne de Mézidon à Trouville - Deauville (déclassée entre Mézidon et Dives-Cabourg)
- Ligne de Montérolier - Buchy à Motteville
- Ligne de Motteville à Saint-Valery-en-Caux
- Ligne de Pont-l'Évêque à Honfleur (déclassée entre Pont-L'Évêque et Quetteville)
- Ligne de Rouen-Gauche à Petit-Couronne (voies des quais)
- Ligne de Rouxmesnil à Eu
- Ligne de Saint-Denis à Dieppe
- Ligne de Saint-Lô à Guilberville
- Ligne de Saint-Roch à Darnétal-Bifurcation (Amiens - Rouen)
- Ligne de Serquigny à Oissel

#### Nouvelle-Aquitaine
- Ligne de Bayonne à Saint-Jean-Pied-de-Port
- Ligne de Beillant à Angoulême
- Ligne de Busseau-sur-Creuse à Ussel
- Ligne de Dax à Mont-de-Marsan
- Ligne du Dorat à Limoges-Bénédictins
- Ligne de Lamothe à Arcachon
- Ligne de Libourne au Buisson
- Ligne de Limoges-Bénédictins à Angoulême
- Ligne de Limoges-Bénédictins à Périgueux
- Ligne de Marmande à Mont-de-Marsan
- Ligne de Mignaloux - Nouaillé à Bersac via Le Dorat
- Ligne de Montluçon à Saint-Sulpice-Laurière via Guéret
- Ligne de Morcenx à Bagnères-de-Bigorre via Riscle et Tarbes
- Ligne de Nérac à Mont-de-Marsan
- Ligne de Nexon à Brive-la-Gaillarde via Saint-Yrieix
- Ligne de Niversac à Agen
- Ligne d'Ossès - Saint-Martin-d'Arrossa à Saint-Étienne-de-Baïgorry
- Ligne du Palais à Eygurande - Merlines
- Ligne de Pau à Canfranc (frontière)
- Ligne de Penne-d'Agenais à Tonneins
- Ligne de Ravezies à Pointe-de-Grave (surnommée ligne du Médoc)
- Ligne de Saint-Benoît au Blanc via Mignaloux - Nouaillé (partiellement déclassée)
- Ligne de Saintes à Royan
- Ligne de Saint-Sever à Hagetmau
- Ligne de Siorac-en-Périgord à Cazoulès
- Ligne de Vieilleville à Bourganeuf

#### Occitanie
- Ligne de Bessèges à Robiac
- Ligne de Bon-Encontre à Vic-en-Bigorre
- Ligne de Brive-la-Gaillarde à Toulouse-Matabiau via Capdenac
- Ligne de Capdenac à Rodez
- Ligne de Carcassonne à Rivesaltes
- Ligne de Castelnaudary à Rodez
- Ligne de Castelsarrasin à Beaumont-de-Lomagne
- Ligne de Castres à Bédarieux via Mazamet
- Ligne de Colombiers à Quarante - Cruzy
- Ligne d'Elne à Arles-sur-Tech via Le Boulou et Céret
- Ligne de Lannemezan à Arreau - Cadéac
- Ligne du Monastier à La Bastide-Saint-Laurent-les-Bains
- Ligne de Montauban-Ville-Bourbon à La Crémade
- Ligne de Montréjeau - Gourdan-Polignan à Luchon
- Ligne de Narbonne à Bize
- Ligne de Perpignan à Villefranche - Vernet-les-Bains via Prades
- Ligne de Port-Sainte-Marie à Riscle
- Ligne de Portet-Saint-Simon à Puigcerda (frontière)
- Ligne de Saint-Agne à Auch
- Ligne de Saint-Césaire au Grau-du-Roi
- Ligne de Sévérac-le-Château à Rodez
- Ligne du Teil à Alès (partiellement déclassée)
- Ligne de Tessonnières à Albi
- Ligne de Vias à Lodève (partiellement déclassée)

#### Pays de la Loire
- Ligne de Clisson à Cholet
- Ligne de Commequiers à Saint-Gilles-Croix-de-Vie
- Ligne de La Flèche à Vivy
- Ligne de La Possonnière à Niort
- Ligne de Nantes-État à La Roche-sur-Yon par Sainte-Pazanne et Commequiers (partiellement déclassée)
- Ligne de Saint-Hilaire-de-Chaléons à Paimbœuf
- Ligne de Saint-Nazaire au Croisic
- Ligne de Sainte-Pazanne à Pornic
- Ligne de Savenay à Landerneau via Redon et Quimper
- Ligne de Tours à Saint-Nazaire

#### Provence-Alpes-Côte d'Azur
- Ligne d'Avignon à Miramas via Cavaillon et Salon-de-Provence
- Ligne de Cannes-la-Bocca à Grasse
- Ligne de Carnoules à Gardanne
- Ligne de Cheval-Blanc à Pertuis
- Ligne de La Pauline-Hyères aux Salins-d'Hyères (Toulon - Hyères)
- Ligne des Arcs à Draguignan
- Ligne de Lyon-Perrache à Marseille-Saint-Charles (via Grenoble)
- Ligne de Marseille-Blancarde à Marseille-Prado
- Ligne de Veynes à Briançon
- Ligne de Miramas à l'Estaque via Port-de-Bouc et Istres
- Ligne de Rognac à Aix-en-Provence
- Ligne de Saint-Auban à Digne (fermée)
- Ligne de Sorgues - Châteauneuf-du-Pape à Carpentras

## Lignes n'appartenant pas au réseau national

### Auvergne-Rhône-Alpes
- Chemin de fer de la Mure (voie métrique)
- Ligne de Vertaizon à Billom

### Bretagne
- Réseau breton
- Réseau des Chemins de fer armoricains (Voie ferrée d'intérêt local à voie métrique)
- Réseau des Chemins de fer des Côtes-du-Nord (Voie ferrée d'intérêt local à voie métrique)
- Réseau des Tramways d'Ille-et-Vilaine (Voie ferrée d'intérêt local à voie métrique)

### Corse
- Chemins de fer de la Corse
  - Ligne de Bastia à Ajaccio
  - Ligne de Ponte-Leccia à Calvi

### Grand Est
- Chemin de fer forestier d'Abreschviller (voie étroite)
- Chemins de fer de la Banlieue de Reims
- Ligne de Cernay à Sewen (déposée entre Sentheim et Sewen)
- Chemins de fer des Houillères de Lorraine
- Ligne de Lauterbourg-Gare à Lauterbourg-Port-du-Rhin
- Ligne de Lunéville à Blâmont et à Badonviller (voie métrique)
- Chemins de fer des Mines de potasse d'Alsace
- Ligne de Neuf-Brisach Gare (Volgelsheim) à Marckolsheim (prolongement de la ligne de Colmar-Central à Neuf-Brisach)
- Réseau ferré portuaire du Port autonome de Strasbourg
- Ligne de Romery à Liart
- Ligne de Rosheim à Saint-Nabor
- Ligne de Toul à Thiaucourt (voie métrique)
- Ligne de Volmerange-les-Mines à Dudelange-Usines (tronçon transfrontalier d'environ 800 mètres relié au réseau luxembourgeois)
- Ancien réseau suburbain de la Compagnie des transports strasbourgeois

### Hauts-de-France
- Ligne Estrées-Saint-Denis - Froissy - Crèvecœur-le-Grand (voie métrique)
- Ligne Somain - Douai (Nord) (ligne des Houillères)
- Ligne Somain - Douai (Sud) (ligne des Houillères)
- Ligne de Somain à Péruwelz (ligne des Houillères)
- Ligne de Marle à Montcornet

### Île-de-France
- Ligne de Sceaux (branches sud du RER B : RATP)
- Ligne de Paris-Bastille à Marles-en-Brie, également connue sous le nom de ligne de Vincennes (branche A2 du RER A : RATP)
- Ligne de Paris-Saint-Lazare à Saint-Germain-en-Laye (branche A1 du RER A à partir de Nanterre-Université : RATP)
- CFD Réseau de Seine-et-Marne (voie ferrée d'intérêt local à voie métrique)
- Chemin de fer de Hermes à Beaumont (voie ferrée d'intérêt local à voie métrique)
- Chemin de fer de Paris à Arpajon (voie ferrée d'intérêt local)
- Compagnie des chemins de fer de grande banlieue (voie ferrée d'intérêt local)
- Ligne de Valmondois à Marines (voie ferrée d'intérêt local à voie métrique)
- Réseau de Seine-et-Marne (voie ferrée d'intérêt local à voie métrique)
- Tramway de Meaux à Dammartin (voie ferrée d'intérêt local à voie métrique)
- Tramway de Versailles à Maule (voie ferrée d'intérêt local à voie métrique)

### Normandie
- Ligne de Caen à la mer
- Ligne de Cormeilles à Pont-l'Évêque
- Ligne de Moult-Argences à la tuilerie du Fresnay d'Argences[3]
- Réseau des Chemins de fer du Calvados
- Chemin de fer de la vallée de l'Eure

### Occitanie
- Chemins de fer de l'Hérault, ligne de Colombiers à Cazouls-lès-Béziers
- Ligne Decazeville - Firmi - Marcillac (ligne industrielle)
- Ligne de Charpal
- Ligne de Florac à Sainte-Cécile-d'Andorge (voie métrique)
- Ligne de Perpignan au Barcarès
- Ligne de Pia à Baixas
- Réseau de la Compagnie des Chemins de fer des Pyrénées-Orientales (réseau de plaine)
- Réseau des chemins de fer d'intérêt local de l'Hérault
- Tramway Pierrefitte – Cauterets – Luz

### Pays de la Loire
- Ligne de Bourgneuf aux Sables-d'Olonne (voie métrique - VFIL)

### Provence-Alpes-Côte d'Azur
- Ligne du Champsaur (Ligne de Gap à Corps, inachevée, voie métrique)
- Ligne d'Orange à Buis-les-Baronnies (voie métrique)
- Ligne de Nice à Digne